# Червоная Армия
Черво́ная А́рмия — село в Завитинском районе Амурской области России. Входит в состав городского поселения «Город Завитинск».

## География
Село Червоная Армия — спутник Завитинска, находится в 4 км к северо-востоку от города.
Село расположено между федеральной автомагистралью Чита — Хабаровск (2 км на северо-восток) и Транссибом.

## Население
| 2002 | 2010 | 2012 | 2013 | 2014 | 2015 | 2016 |
| ---- | ---- | ---- | ---- | ---- | ---- | ---- |
| 231  | ↘197 | ↗202 | ↘197 | ↗198 | ↗202 | →202 |
| 2017 | 2018 |      |      |      |      |      |
| ↘196 | ↘190 |      |      |      |      |      |

## Улицы
В селе имеется одна улица: Центральная. 

## Экономика
Сельскохозяйственные предприятия Завитинского района.